# Cañas y barro (serie de televisión)
Cañas y barro es una serie de televisión, basada en el libro homónimo de Vicente Blasco Ibáñez, dirigida por Rafael Romero Marchent con guiones de Manuel Mur Oti y estrenada por TVE en 1978. Con esta serie se iniciaba la práctica de TVE de adaptar para televisión grandes novelas de autores españoles de los siglos XIX y XX y que tendría continuación con La barraca (1979), Fortunata y Jacinta (1980), Los gozos y las sombras (1982), Juanita, la Larga (1982), El mayorazgo de Labraz (1983), Los pazos de Ulloa (1985) y La Regenta (1995). El 30 de abril de 2009 la serie fue reestrenada en la página web de Radio Televisión Española, donde se pueden ver íntegros todos los capítulos y de forma permanente y gratuita.

## Argumento
La serie refleja los conflictos sociales y personales a los que se enfrenta una saga familiar a lo largo de tres generaciones: Los Paloma. El patriarca, el Tío Paloma (Alfredo Mayo), se ha dedicado siempre a la pesca como lo hizo su padre y antes lo había hecho su abuelo. Sin embargo, los tiempos cambian y la familia debe adaptase a las nuevas situaciones. Tono (Manuel Tejada), el hijo del Tío Paloma, decide abandonar la actividad ancestral para dedicarse al cultivo de arroz, ganando terreno a las aguas de la Albufera de Valencia. Al morir su esposa, Rosa (Ana Marzoa), debe además sacar adelante a su único hijo, Tonet (Luis Suárez) y a la niña que adoptaron, Borda (María Jesús Lara). Sin embargo, ya adulto, Tonet deshonra el buen nombre de la familia al seducir y dejar embarazada a la calculadora y bella Neleta (Victoria Vera), casada con Cañamel (José Bódalo) el dueño de la taberna y el más rico del pueblo. Tonet después se deshará del bebé para terminar quitándose la vida.
Capítulo 1 (primera emisión, 26-marzo-1978) 
El tío Paloma es el más veterano de una larga estirpe de barqueros de la Albufera. Puestas en duda sus fuerzas para seguir ostentando el título de primer barquero de la zona, él y su único hijo Toni, mantienen una apuesta para ver quien cubrirá primero, en barca, las tres leguas que les separan de su pueblo. Por otro lado, y pensando en que la tradición y la saga no se pierdan con el tiempo, el viejo tío Paloma decide que Toni se case. Al día siguiente comienza, sin contar con él, a buscar entre las mozas del pueblo la mujer que, a su juicio, le conviene. Rosa, enamorada desde siempre del joven Toni, decide dar un paso al frente.
Capítulo 2 (primera emisión, 2-abril-1978)
Rosa y Toni se casan en la iglesia de El Palmar. El joven se esfuerza inútilmente en su trabajo de la pesca y al fin decide convertirse en labrador, circunstancia que desata una fuerte discusión con su padre. Cañamel, el más rico del pueblo, intenta convencer al tío Paloma de que el arroz es mucho mejor negocio que la pesca. Por otra parte, tras el nacimiento de su hijo, la salud de Rosa se debilita.
Capítulo 3 (primera emisión, 9-abril-1978)
Han pasado doce años. Toni se llama ahora Tono, Rosa, su mujer, ha muerto y su hijo Tonet es ya un mozo. Tono muestra a Tonet la parte de la laguna que es suya y le cuenta ilusionado que, con el esfuerzo de los dos, podrán cubrirla de tierra y convertirla en finca pero Tonet odia el trabajo y prefiere tontear con Neleta o emborracharse con sus amigos. El joven se ve arrastrado en una espiral de alcohol y violencia que deriva en su alistamiento voluntario para ir a Cuba.
Capítulo 4 (primera emisión, 16-abril-1978)
Tono continúa su lucha por cegar con arena su finca. La madre de Neleta muere y Tono la acoge en su casa. Llegan cartas de Tonet, que ya es cabo y parece feliz en su aventura cubana. Neleta, al  observar que apenas hay para ella una fría mención, se siente desdeñada y decide iniciar el cerco a Cañamel.  La muerte de la mujer de éste, certifica el paso de Neleta de criada y amante a legítima esposa.  El fin de la guerra de Cuba y el regreso de Tonet aviva el viejo amor que hubo entre los jóvenes. La tragedia y el escándalo se presienten en el pueblo. 
Capítulo 5 (primera emisión, 23-abril-1978)
El Palmar celebra su fiesta más importante, la rifa de los lugares para pescar. La fortuna favorece a Tonet, que obtiene "la Sequiota", el lugar preferente. Cañamel le proporciona el dinero y las artes necesarias para la explotación, convirtiéndose en su socio. Todo transcurre con normalidad hasta la noche de San Juan, en que un sobrino de "La Samaruca", al frente de los cantantes del pueblo, interpreta a la puerta de la taberna unas piezas que manchan la honra de Cañamel.
Capítulo 6 (primera emisión, 30-abril-1978)
A falta del amor de Neleta, carente del abrigo y la alegría de la taberna,Tonet, vuelve a la barraca de su padre y al trabajo. En tanto, Cañamel se encuentra cada vez más enfermo. Para ser mejor atendido, se traslada a Ruzafa. Al enterarse Neleta de que la cuñada de Cañamel también está en el pueblo, enfurecida, marcha a Ruzafa y la echa del lado de su marido. A Solas con su agonizante esposo, Neleta averigua el contenido de su testamento, en el que ella figura como heredera universal, siempre que permanezca viuda o no vuelva a tener más amores.

## Reparto
- Alfredo Mayo - Tío Paloma
- Manuel Tejada - Tono
- Luis Suárez - Tonet
- José Bódalo - Cañamel
- Victoria Vera - Neleta
- Ana Marzoa - Rosa
- María Jesús Lara - Borda
- Carlos Romero Marchent - Sangonera / Sangonereta
- Terele Pávez - Samaruca
- Armando Calvo - Don Miguel, el cura
- Nuria Gallardo - Neleta niña
- Lola Lemos - Tía Hueso
- José Nieto - Tío Castelví
- Marisa Porcel - Tía Patro
- Luisa Sala - Tía de la Samaruca
- Fernando Nogueras - Alcalde
- Lorenzo Robledo - Sargento
- José Villasante - Ciudadano